# Eligius Pruystinck
Eligius Pruystinck (actief 1525 - Antwerpen, 1544), ook gekend als Loy de Schaliedecker was een leidekker. Hoogstwaarschijnlijk was hij een Antwerpenaar van bescheiden komaf. Hij was de sekteleider van de loïsten, een beweging waartegen Maarten Luther de Antwerpse protestantse gemeenschap waarschuwde. Ongeletterd noemen bronnen hem en in 1544 woonde hij waarschijnlijk in de Rijke Beukelaarstraat, een straat in een van de armste kwartieren van de stad. 
Hij stierf op de brandstapel te Antwerpen en liet bij zijn dood niets na.

## De periode tussen 1525 en 1544
Deze strekking ontstond tijdens de godsdienstverwarring in het begin van de 16e eeuw. Antwerpen werd een belangrijke handelsmetropool en de bevolking van de stad nam sterk toe. Jacobus Praepositus die naar Wittenberg was gevlucht en er studeerde, was een voormalig prior van het Antwerps augustijnenklooster. Hij introduceerde er het lutheranisme. Het werd snel gesloten en een aantal monniken werd in 1523 in Brussel terechtgesteld. Het augustijnenklooster in Antwerpen werd kort nadien afgebroken.
In deze omstandigheden – godsdienstconflicten en meer anonimiteit door de bevolkingstoename – kreeg deze leer snel aanhang. Ook buiten Antwerpen vond Pruystinck ze, maar in die stad had zijn overtuiging de meeste volgelingen. Pruystinck begon met zijn preken in 1525 en zocht hetzelfde jaar Luther op in Wittenberg. Luther was ontzet toen hij Pruystinck hoorde en waarschuwde de hervormden in Antwerpen. Waarschijnlijk kregen de autoriteiten hier weet van. Pruystinck hield zich niet gedeisd en werd samen met negen aanhangers aangehouden. In 1526 verschenen ze voor commissarissen van de Raad van Brabant en de inquisiteur Nicolaas Coppin. Ze herriepen hun leer en deden boetedoening. Maria van Hongarije gaf hen clementie en liet ze vrij.
In 1544 had Pruystinck ook aanhang binnen de rijke burgerij. Ook edellieden van de familie Van Berchem sloten zich bij hem aan. Alles keerde zich tegen hem toen de op 1 juni 1544 in Deventer aangehouden Juriaan Ketel op de pijnbank bekende dat hij contact had met Antwerpse ketters waaronder Pruystinck en enkele Van Berchems. De Deventerse magistraat verwittigde de landvoogdes en de Antwerpse autoriteiten. Van de verklikten werd Pruystinck gearresteerd; de Van Berchems werden niet gevonden.
Pruystinck werd de dag na het ontvangen van het bericht uit Deventer, in bijzijn van de schout en drie schepenen gefolterd. Maria van Hongarije eiste strenge vervolging en bestraffing. Dat leidde tot de arrestatie van een aantal loïsten, ook in Vilvoorde. Een van hen pleegde zelfmoord in de gevangenis, anderen weken uit naar Engeland en twee werden onthoofd. 
Pruystinck werd ter dood veroordeeld en vond zijn einde op een brandstapel buiten de Antwerpse wallen. Later volgden er nog terechtstellingen en verdween de sekte uit de geschiedenis.

## De leer van de loïsten
Het gedachtegoed van de loïsten, ook Antwerpse libertijnen genoemd, werd geput uit dat van de zogenoemde Homines Intelligentiae (Mensen van verstand), een 15e-eeuwse Brusselse sekte. Zij haalden hun inspiratie bij een nog oudere traditie, de libertijnen, verdeeld in een aantal sektes.
Loïsten geloofden in God maar zagen tegenspraak in Gods gerechtigheid en zijn barmhartigheid. Zij zagen het menselijk geloof als onvolledig en dus zondig. Dus kon de mens alleen gered worden door Zijn barmhartigheid en dan zou Hij onstandvastig zijn wat in tegenspraak is met Zijn natuur.
De loïsten losten dit probleem op door te stellen dat een mens uit twee delen bestaat: een dierlijke, uiterlijke mens en een geestelijke innerlijke. De eerste zondigt en de tweede, die uit de Schepper is ontstaan, kan dat niet. De dierlijke mens is verdoemd en krijgt hier zijn straf: de hel op aarde. Vagevuur en hel bestaan dus niet. Ook geloofden zij niet in de verrijzenis van het lichaam.